# Michael Herz (imprenditore)
Michael Herz (1943) è un imprenditore tedesco, co-proprietario della catena tedesca di caffè e bar Tchibo.

## Impresa di famiglia
Nel 1965, dopo la morte del fratello Max, che aveva co-fondato Tchibo nel 1949 con Carl Tchilinghiryan, Herz entrò in Tchibo come direttore delle vendite.
Nel 2007 la holding di Tchibo cambiò nome da Tchibo Holding AG a Maxingvest AG. È posseduta al 100% da tre membri della famiglia, incluso Herz, la madre Ingeburg e il fratello Wolfgang Herz. Nel 2003, insieme alla madre e al fratello, comprò le quote dell'altro fratello, Gunter Herz, e della sorella, Daniela Herz-Schnoekel. Nel 2008, il fratello Joachim morì in un incidente in motoscafo.

## Vita privata
Secondo la lista dei miliardari mondiali di Forbes, Herz è 360° con un patrimonio netto di 4.3 miliardi di dollari, aggiornato al 9 luglio 2015. In Germania è la 21ª persona più ricca e nel 2003 entrò nella Top 10. È sposato e vive ad Amburgo.